# Seukendorf
Seukendorf è un comune tedesco di 3 140 abitanti, situato nel land della Baviera.